# 翟真
翟 真（てき しん、拼音：Dí Zhēn、? - 385年）は、五胡十六国時代の丁零族の首長で、翟斌の兄の子。この丁零勢力は388年に翟遼が建国した翟魏の前身である。前秦や後燕と敵対した。

## 生涯
384年7月、前の首長の翟斌およびその弟の翟檀と翟敏が慕容垂に殺されると、翟斌の兄の子である翟真は夜に営衆を率いて北の邯鄲に奔走した。さらに兵を引き連れて鄴に戻り、苻丕と内外で呼応しようとした。しかし、後燕の太子の慕容宝と冠軍大将軍の慕容隆に撃破されたので、翟真は邯鄲に逃げ帰った。8月、翟真が邯鄲から北走すると、慕容垂は慕容楷と慕容農に騎馬を率いて追撃させた。両者は下邑で戦って翟真が勝った。10月、翟真は承営に在って公孫希と宋敞と首尾となった。苻丕は宦者冗従僕射の清河人の光祚を遣わし、将兵数百を中山に赴かせて翟真と結んだ。また、陽平郡太守の邵興を遣わして数千騎を率い、冀州の故郡県に召集し、光祚と襄国で会した。この時、後燕軍は疲弊しており、前秦の勢いは復振していたので、趙郡人の趙粟らは柏郷で兵を起こして邵興に応じた。後燕の慕容垂は慕容隆と龍驤将軍の張崇に邵興を撃たせるべく、慕容農と合流させた。慕容隆は邵興と襄国で戦い、これを大破した。邵興は広阿まで逃走したが、慕容農と遭遇して捕えられた。光祚はこれを聞き、鄴に逃げ帰った。慕容隆は趙粟らを撃破し、冀州の郡県は再び後燕に従った。独孤部の劉庫仁は公孫希がすでに平規を破ったことを聞き、大挙兵して苻丕を救おうと、雁門・上谷・代郡の兵を発し、繁畤に駐屯した。時に、劉庫仁の所にいた慕輿文・慕輿常の2人は三郡の兵が遠征に嫌気がさしていることを知り、造反して劉庫仁を夜襲して殺害し、その駿馬を盗んで後燕に奔走した。これを聞いた公孫希の衆は動揺して自潰したので、公孫希は翟真の所へ奔走した。11月、後燕の慕容農が信都の西から翟真の従兄である翟遼を魯口で撃破した。翟遼は退いて無極に駐屯し、慕容農は藁城に駐屯してこれに迫った。12月、後燕の慕容麟と慕容農は翟遼を襲って大破したので、翟遼は単騎で翟真の所へ奔走した。
385年4月、翟真が承営から行唐に移ると、翟真の司馬である鮮于乞が翟真および諸翟人を殺し、自ら立って趙王となった。

## 参考資料
- 『晋書』載記第二十三
- 『資治通鑑』卷第一百五、卷第一百六